# Кривенко Костянтин Тарасович

Костянтин Тарасович Кривенко (12 квітня 1935, селище Велика Рача Радомишльського району Житомирської області — 29 жовтня 2015, Київ)— економіст, доктор економічних наук (1992), професор (1994). Брат Кривенко Лідії Тарасівни та Кривенка Дмитра Тарасовича.

## Життєпис
Кривенко Костянтин Тарасович народився 12 квітня 1935 року у селі Велика Рача.
Батько, Кривенко Тарас Максимович (1914—1967), працював у колгоспі. Воював у складі 112-ї Рильсько-Коростенської Червонозоряної орденів Суворова й Кутузова стрілецької дивізії на фронтах Великої Вітчизняної війни. Був поранений. У 1945 р. нагороджений медаллю «За відвагу».
Мати, Кривенко Катерина Філаретівна (1915—2002), колгоспниця, учасниця стахановського руху та делегатка стахановських з'їздів.
Після закінчення середньої школи у місті Радомишлі Кривенко К. Т. , як військовозобов'язаний, чотири роки проходив строкову службу на флоті.
У 1959 році поступив на економічний факультет Київського університету, який закінчив у 1964 р. Після закінчення університету працював по направленню у Донецькому політехнічному інституті (1964–67). Паралельно навчався в аспірантурі, захистив кандидатську дисертацію у Московському університеті, і, протягом 1970—1972 рр., працював у Московському енергетичному інституті. У 1974—1979 рр. завідував філією Московського інституту радіотехніки, електроніки і автоматики у місті Фрязіно. З 1979-го й до самої смерті працював у Київському економічному університеті (від 1994 р., після захисту у 1992 р. докторської дисертації, на посаді професора кафедри політекономії (тепер — кафедра економічної теорії факультету економіки та управляння КНЕУ)). Був головою ради з захисту дисертацій за спеціальністю  08.01.01 .
У 2000—2005 рр. очолював кафедру економічної теорії та права економічного факультету Уманського державного педагогічного університету імені Павла Тичини (від 2015 р. — кафедра економіки та соціально-поведінкових наук).
Помер  29 жовтня 2015 року. Похований у с. Велика Рача .

## Наукова й педагогічна діяльність
Досліджував проблеми політекономії, економічного відтворення та теорії вартості.
Є співавтором (вийшов під його редакцією) популярного підручника «Політична економія»(2001).
Автор понад 139 наукових та науково-методичних робіт (див. за посиланням в підрозділі наукова діяльність).
Підготував, щонайменше, 9 кандидатів наук.

## Основні праці[2]
- Кривенко К. Т. Рентабельность в механизме социалистического воспроизводства: Политико-экономический анализ. К., 1990;

- Кривенко К. Т. Виробництво як процес примноження корисності благ і формування їхньої вартості (нові підходи) // Наук. вісн. Волин. ун-ту: Екон. науки. 1999. № 12;

- Кривенко К. Т. Теорія вартості і мінової вартості. К., 2004;

- Кривенко К. Т. Основи економічної науки: Курс лекцій. К., 2011 (співавт.).

## Підручники й навчальні посібники
- Політична економія: Навч. посібник / К. Т. Кривенко, В. С. Савчук, О. О. Бєляєв та ін.; За ред. д-ра екон. наук, проф. К. Т. Кривенка. — К.: КНЕУ, 2001. — 508 с.